# Daniel Castellano (periodista)
Daniel Alirio Castellano Amarista (Caracas, 20 de noviembre de 1972) periodista, escritor e investigador venezolano, alcanzó notoriedad pública al desempeñarse durante 14 años como reportero y conductor de programas de opinión en Venezolana de Televisión, por la cobertura periodística que hiciese, durante 2006 (para esa planta televisiva) de la campaña electoral de Manuel Rosales (candidato opositor al gobierno de Hugo Chávez)  y por la publicación, durante 2015, de su primer libro El cascanueces de Vicente Nebrada y el Teatro Teresa Carreño 1996-2015, con el cual ganó el XI Premio Nacional del Libro como “Mejor Libro 2014-2015” y el Premio Municipal de Danza Libertador 2016 como mejor investigación para la danza. Posteriormente, publicó en  2018 su segundo libro "Periodismo económico audiovisual para Venezuela", editado por el Ministerio de la Cultura de Venezuela y en 2020 el libro "100 bailarines" publicado en Barcelona, España.

## Infancia y estudios
Daniel Castellano nació en Baruta, estado Miranda, parte actual de la Gran Caracas, en la Clínica Leopoldo Aguerrevere. Hijo de Alirio Castellanos, psicólogo industrial y Marisol Amarista, educadora, es el mayor de tres hermanos: Laura Castellanos (Premio Nacional de Periodismo 2001 y actual corresponsal de CNN en español en Venezuela) y Boris Castellanos (Premio Nacional de Periodismo 2012 y actual reportero y presentador de noticias en Venezolana de Televisión). Por error de tipografía, al ser registrado al nacer, su apellido es Castellano y no Castellanos como el resto de sus hermanos.  
Durante su infancia, la familia residía una populosa la zona de la capital caraqueña: Caricuao, mientras su padre combinaba sus estudios de psicología con el trabajo de policía, en la Policía Metropolitana y su madre con el de secretaria en una empresa de gas doméstico. Al obtener sus padres sus títulos en la Universidad Central de Venezuela y la Universidad Simón Rodríguez, respectivamente, sus ingresos económicos mejoraron y la familia se mudó a El Paraíso, zona de clase media de Caracas. 
Desde pequeños, Daniel y sus hermanos se vieron influenciados por el ambiente académico en el cual se desenvolvían sus padres quienes constantemente estudiaban y leían en casa hasta altas horas de la noche. Era también una costumbre, comprar cada domingo toda la prensa disponible y revisarla minuciosamente. Laura Castellanos comentaría, ya de adulta, en una entrevista concedida a El Nacional durante 2009: "No, nadie de nuestra familia es periodista. Eso sí, mis padres siempre leían el periódico los domingos en la mañana y nosotros nos acostumbramos a eso". Los tres hermanos, Incluso llegaron a dibujar, semanalmente, un semanario y a elaborar carteleras informativas en las paredes de su casa como parte de sus juegos infantiles. 

## Carrera
Al culminar con honores su secundaria en el Liceo Aplicación de Montalbán, Daniel comenzó a estudiar Contaduría Pública en la Universidad Central de Venezuela, mientras Laura ingresaba un año más tarde a la Escuela de Comunicación social y Boris a la escuela de Sociología de la misma casa de estudios. Sin embargo, descubrió luego que su verdadera vocación era el periodismo. Desde allí se obsesionó por la profesión y decidió dejar la Contaduría. En entrevista a El Nacional, Daniel comentaría: "Yo en esa época estudiaba Contaduría, pero la veía a ella (a Laura) y me encantaba. Luego Boris; y, finalmente, cuando me faltaban tres semestres para graduarme decidí abandonar la Administración y ponerme a estudiar Comunicación social. Yo soy periodista por mi hermana ".
En esta nueva etapa universitaria, destacó por su excelencia académica recibiendo varios reconocimientos de manos de Asalia Venegas, para ese entonces, directora de la Escuela de Periodismo. El 30 de enero de 2004, egresa como Comunicador Social en la promoción ¨Cincuenta años del Aula Magna¨ ocupando el segundo puesto entre 75 egresados tras aprobar, la tesis de grado: "Periodismo económico audiovisual en el contexto venezolano".

## Inicios de su carrera profesional
Tras ser convocado por el periodista Vladimir Villegas, para aquel entonces Presidente de Venezolana de Televisión, se incorpora como reportero, una semana antes de su acto de graduación, a la cobertura de la fuente económica (objeto de su tesis de grado). Apareciendo por primera vez en pantalla el 23 de enero de 2004, posteriormente fue movido a la fuente política tras la llegada a la rectoría de esa planta televisiva del también periodista Jesús Romero Anselmi. El 4 de marzo de ese mismo año, viaja a Haití para cubrir las repercusiones del golpe de Estado contra el presidente Jean-Bertrand Aristide siendo el único periodista de televisión venezolano en dicha cobertura. Acude como parte de una comitiva de ayuda humanitaria enviada por Venezuela y encabezada por Protección Civil. Castellano produce durante su estancia en esa nación su primer programa audiovisual en solitario: "Haití a la sombra del mundo", ese mismo año es trasladado como corresponsal al estado Zulia donde permaneció un año.  
Como reportero, Daniel pasó a formar parte del grupo de prensa presidencial. Acompañó, a partir de allí, al primer mandatario venezolano Hugo Chávez en giras internacionales teniendo la oportunidad de entrevistar, con el pasar de los años, a presidentes como Luiz Inácio Lula da Silva (en Brasil), Ricardo Lagos y Michelle Bachelet (en Chile), Rafael Correa (Ecuador), Nicanor Duarte (Paraguay), José "Pepe" Mujica y Tabaré Vázquez (Uruguay). En 2007, efectúa una entrevista exclusiva a Evo Morales (Bolivia) desde el Palacio de Gobierno que fue transmitida en un programa especial de una hora.

## Campaña presidencial de 2006
En mayo de 2006, Castellano asume, a nombre de la planta estatal, la cobertura de las campañas proselitistas del Gobernador del estado Zulia Manuel Rosales y de Benjamín Rausseo (comediante conocido como El Conde del Guácharo) contra el presidente Hugo Chávez (a fin de dar cumplimiento a disposiciones emanadas del Consejo Nacional Electoral para la cobertura equilibrada del proceso electoral). El comediante se retiró antes de culminar la contienda, por lo que Castellano se concentró en seguirle los pasos al candidato zuliano por toda Venezuela con lo cual adquirió notoriedad nacional. Chávez se había negado públicamente a dar un debate televisivo contra Rosales por lo que el único contacto que ambos bandos políticos tenían se daba a través de la cobertura periodística de Castellano. En uno de los actos de campaña de Rosales bautizado como "La Avalancha" en la avenida Libertador de Caracas, el periodista descubre que el candidato no está improvisando su discurso, sino que lo lee disimuladamente de unas hojas que le sostiene una de sus hijas. El hallazgo fue bautizado por afectos al candidato oficial como "La chuleta de Rosales " y fue una de las armas políticas esgrimidas contra el aspirante presidencial días antes de las votaciones. Los opositores al zuliano le criticaban, que a diferencia de Hugo Chávez, parecía no poder improvisar un discurso.
Durante los 8 meses de campaña, Castellano fue agredido en varias oportunidades por partidarios de Rosales. En una entrevista para el diario de circulación nacional Últimas Noticias del domingo 1 de julio de 2007, bajo el título "Sin credibilidad no convencemos a nadie, " se reseñaron los atentados: "Castellanos, (sic) quien ha sido víctima de agresiones durante las manifestaciones, se mostró poco optimista en torno a la posibilidad de que se llegue a reconocer que en este momento el ejercicio periodístico está en crisis y se tomen los correctivos". El artículo resalta la posición de Castellano sobre la situación política del país "Daniel Castellano, reportero de VTV, lamenta que "la polarización política sea la razón por la cual se ha comenzado a hablar de ética (…) considera que debe reinar la tolerancia y el respeto hacia distintas ideologías y criterios." En agosto de 2007, produce 5 programas especiales con motivo de los 43 años de la planta televisiva, los cuales también fueron transmitidos como micros dentro del noticiero La Noticia.

## Presentador de programas de opinión
Debido a la notoriedad ganada por estas coberturas periodísticas, tras el triunfo de Hugo Chávez, Castellano es designado por la planta para asumir la conducción, a título personal, de varios programas de opinión en solitario. Se inicia con el programa sabatino "Bajo la Lupa" y tras la salida del periodista Ernesto Villegas de la planta televisiva y el cese del programa "En Confianza", es invitado a asumir la franja matutina con el programa que bautizó como "Despertó Venezuela" el cual se transmitió de lunes a viernes, durante 3 años. Durante una visita oficial a Rusia el, para aquel entonces presidente de Venezuela, Hugo Chávez Frías calificó al programa como dinámico y envió saludos al moderador. Por dicho espacio desfilaron los más importantes voceros políticos, culturales, y deportivos del sector oficial y se convirtió en referencia nacional. 
Paralelamente, Castellano escribió artículos como colaborador para el diario Últimas Noticias y Diario Vea. A lo largo de su carrera produjo y condujo varios programas radiales entre los que destacan "Para estar Informados" transmitido por el Circuito Radio Continente de 2005 a 2012. En ese mismo circuito condujo "Soga y Tranquero" (2011) junto a la comunicadora y cantante de música recia venezolana Fabiana Ochoa. En el desaparecido Circuito CNB presentó "A Dos Voces" (2007) junto a la periodista Beatriz Adrián (actual corresponsal de Noticias Caracol en Venezuela). Sucesivamente, "Cero Política" (2008) en el Circuito Radial Triple F, junto a la periodista Mayerling Camacho Pérez (Actual presentadora de El Noticiero Venevisión) y "Zona de debate" (2010) este último transmitido durante un año a escala nacional por catorce emisoras del Circuito Unión Radio y conducido junto a su hermana Laura Castellanos. El programa fue referencia nacional y el primero y único de los hermanos Castellanos juntos.
El 1 de mayo de 2011, el programa "Despertó Venezuela" conducido por Castellano fue sacado del aire como parte de la reestructuración de la programación del canal de noticias. Hasta el 12 de febrero de 2012, fungió como presentador de la emisión meridiana del noticiero "La Noticia" y ante la falta de propuestas profesionales por parte de la planta, el 21 de mayo de 2013 renunció definitivamente a Venezolana de Televisión, según reseñó la prensa "por causas éticas y profesionales."

## Libros sobre artes escénicas en Venezuela
El 19 de diciembre de 2015, Daniel Castellano presentó su primer libro de 176 páginas bajo el título "El cascanueces de Vicente Nebreda y el Teatro Teresa Carreño 1996-2015 ", editado por la Fundación Teatro Teresa Carreño. El mismo es el primer libro en Venezuela escrito sobre el proceso de producción de un ballet nacional. La publicación contó con el prólogo de la primaballerina venezolana Zhandra Rodríguez y una amplia cobertura de la prensa y televisión. Días antes del bautizo del libro, Castellano encabezó un foro sobre el tema acompañado por la reconocida periodista de la fuente ballet en Venezuela, Teresa Alvarenga. El 14 de julio de 2016 se anunció el veredicto del Premio Municipal de Danza Libertador donde Castellano obtuvo el premio como mejor investigación para la danza. Posteriormente, el 31 de agosto de ese año se dio a conocer el resultado del IX Premio Nacional del Libro en el cual Castellano se alzó entre 286 postulados como “Mejor Libro 2014-2015”. 
Castellano y la maestra de danza clásica Carmen Sequera publicaron a principios de 2020 el libro: "100 bailarines" que recopila la vida de los principales bailarines del Ballet Teresa Carreño y narra la historia de esta compañía.
El libro de 255 páginas, publicado en España, recopila la biografía de 100 bailarines del Ballet Teresa Carreño. En él destaca la semblanza enviada a los autores por el célebre bailarín argentino Julio Bocca. El acto de presentación se escenificó el 6 de julio de 2020 en el Teatro Chacao de Caracas.

## Periodismo Económico audiovisual
Durante el año 2018, Castellano presentó su segundo libro titulado "Periodismo Económico Audiovisual para Venezuela", publicado por el Ministerio de la cultura de ese país como parte de las políticas de Estado encaminadas a la producción de libros de texto para los estudiantes universitarios. El libro fue presentado el 11 de septiembre de 2018 en el marco de la Feria Internacional del Libro de Venezuela.

## Premios y reconocimientos
- 2005: Orden San Sebastián (Primera Clase)
- 2007: Premio Metropolitano de Periodismo Aníbal Nazoa[23]
- 2009: Premio Regional de Periodismo Diego Hurtado.[24]
- 2009: Orden Municipal Obispo Ramos de Lora
- 2009: Botón de Reconocimiento Oficina Nacional Antidrogas
- 2009: Botón de Honor del Consejo Legislativo del Estado Carabobo
- 2016: IX Premio Nacional del Libro como “Mejor Libro 2014-2015”[4][21][25][26]
- 2016: Premio Municipal de Danza 2016 como “Mejor Investigación para la Danza”.

- Datos: Q23641325